# 終わらないSun Set
「終わらないSun Set」（おわらないサンセット）は、吉川晃司が1987年6月5日にリリースした11枚目のシングル。同年9月16日に発売されたCDビデオについても本項で記述する。

## 解説

### シングル版
アルバム『A-LA-BA・LA-M-BA』（1987年）からのシングルカットで、吉川が出演した映画『シャタラー』（1987年）のエンディング・テーマと、KDD「TEL MEキャンペーン」CMソングに起用された。前作「MARILYNE」（1987年）に続き、吉川晃司本人による作詞・作曲となっている。
ニューヨークの川沿いにあるレストランバーで夕暮れ時に20分ほどで書いた曲であると語っている。1997年12月に発売された「I WRITE THE SONGS」にはWinter 1997バージョンとして再録された。

### CDビデオ版
吉川の2作目のCDビデオ作品。ジャケットはシングル盤の色違いとなっている。
ビデオパートに「終わらないSun Set」MVが収録されているほか、オーディオパートではアルバム『A-LA-BA・LA-M-BA』から抜粋された4曲が収録されている。

## リリース履歴
| No. | 日付           | レーベル    | 規格      | 規格品番  | 最高順位 | 備考                                           |
| --- | -------------- | ----------- | --------- | --------- | -------- | ---------------------------------------------- |
| 1   | 1987年6月5日   | SMSレコード | EP        | SM10-274  | 12位     |                                                |
| 2   | 1987年9月16日  | SMSレコード | CDV       | VD24-0002 | -        | ジャケット、カップリング曲がシングル版と異なる |
| 3   | 1988年12月16日 | SMSレコード | 8センチCD | MD10-11   | -        |                                                |

## 収録曲

### シングル版
1. 終わらないSun Set
作詞・作曲：吉川晃司／編曲:松本晃彦
2. Endless Sunset (let it be forever)
Composed and performed by koji kikkawa ／ Version remix by Tot taylor

### CDビデオ版
VIDEO PART
1. 終わらないSun Set
作詞・作曲：吉川晃司／編曲:松本晃彦

AUDIO PART
1. 雨のTraveller
作詞：松本一起／作曲：佐藤健／編曲：松本晃彦
2. Stranger in Paradise
作詞・作曲：吉川晃司／編曲：後藤次利
3. Another Day
作詞：柳川英巳／作曲：吉川晃司／編曲：後藤次利
4. Good-byeの次の朝
作詞：柳川英巳／作曲：佐藤健／編曲：松本晃彦

## 収録アルバム
- 終わらないSun Set
  - A-LA-BA・LA-M-BA（1987年）
  - ZERO（1988年） （ライブバージョン）
  - beat goes on（1988年）
  - FAVORITE SOUNDS ...1988（1988年）
  - TOO MUCH LOVE（1992年）
  - PASSAGE:K2 SINGLE COLLECTION 1984-1996（1998年）
  - Thank You（2004年）（セルフカバーバージョン）
  - BEST BEST BEST（2005年）

- Endless Sunset (let it be forever)
  - THE SHATTERER （1987年）